# Южный Алтай
Ю́жный Алта́й (каз. Оңтүстік Алтай жотасы) — горный хребет на Алтае. Западная часть расположена в Казахстане, восточная — отделяет Россию от Синьцзян-Уйгурского автономного района Китая.
Общая длина хребта составляет ок. 125 км. До высоты 1400—1500 м распространены степи, парковые лиственничные леса достигают высоты 2100—2200 м; в высокогорном поясе распространены субальпийские и альпийские луга. Имеются свыше 180 ледников. Проходит с запада на восток. На востоке заканчивается у массива Таван-Богдо-Ула, которым начинаются хребты Сайлюгем (на восток) и Монгольский Алтай (на юг).
На юго-востоке к хребту примыкают горы Бендыртау.

## Северный склон

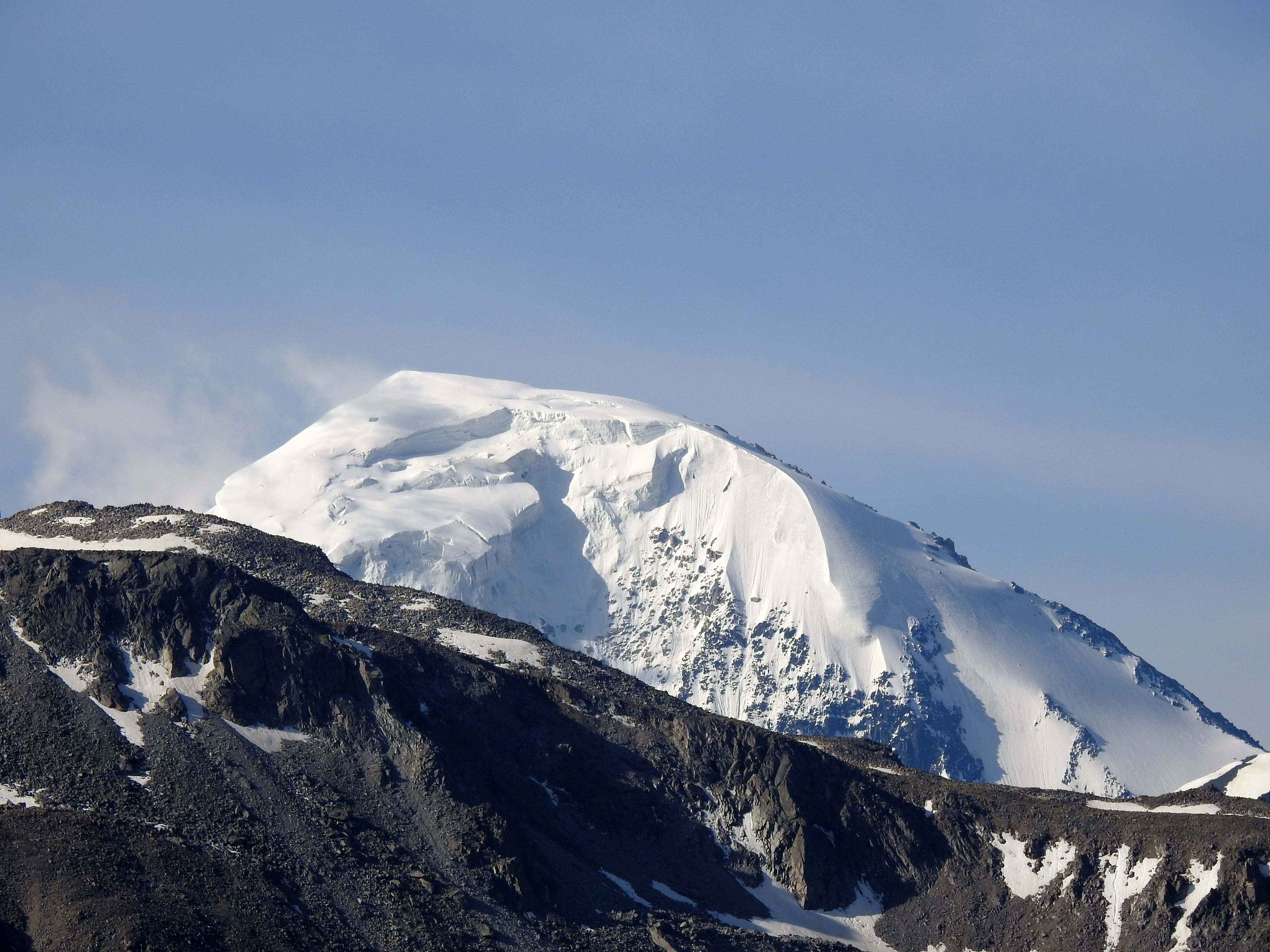
Джагыртау, вид с Казахстанской части плоскогорья Укок

Западная часть склона находится на территории Казахстана и административно входит в Восточно-Казахстанскую область.
С него берут начало реки бассейна Иртыша: Ак-Каба, Бухтарма. Также расположено множество небольших озёр, например Зелёное, Бланды-Куль.
Восточная часть расположена на территории России, в Республике Алтай, определяя западную часть южного края плоскогорья Укок.
У подножия хребта на плоскогорье Укок расположены такие озёра как: Белое, Канас, Музды-Булак, Гусиное.
С российской части северного склона берут начало реки Укок, Ак-Алаха, Бетсу-Канас, Музды-Булак, Кара-Чад, Аргамджи, которые принадлежат бассейну Оби.

## Южный склон
Западная часть склона также находится на территории Казахстана в Восточно-Казахстанской области. Восточная часть южного склона расположена на территории Китая и входит в Синьцзян-Уйгурский автономный район.
С него берут начало реки бассейна Иртыша: Кара-Каба, Темир-Каба, Арасан-Каба, Канас. Также на южном склоне расположено крупнейшее озеро, соседствующее с хребтом, Аккуль.

## Горные вершины

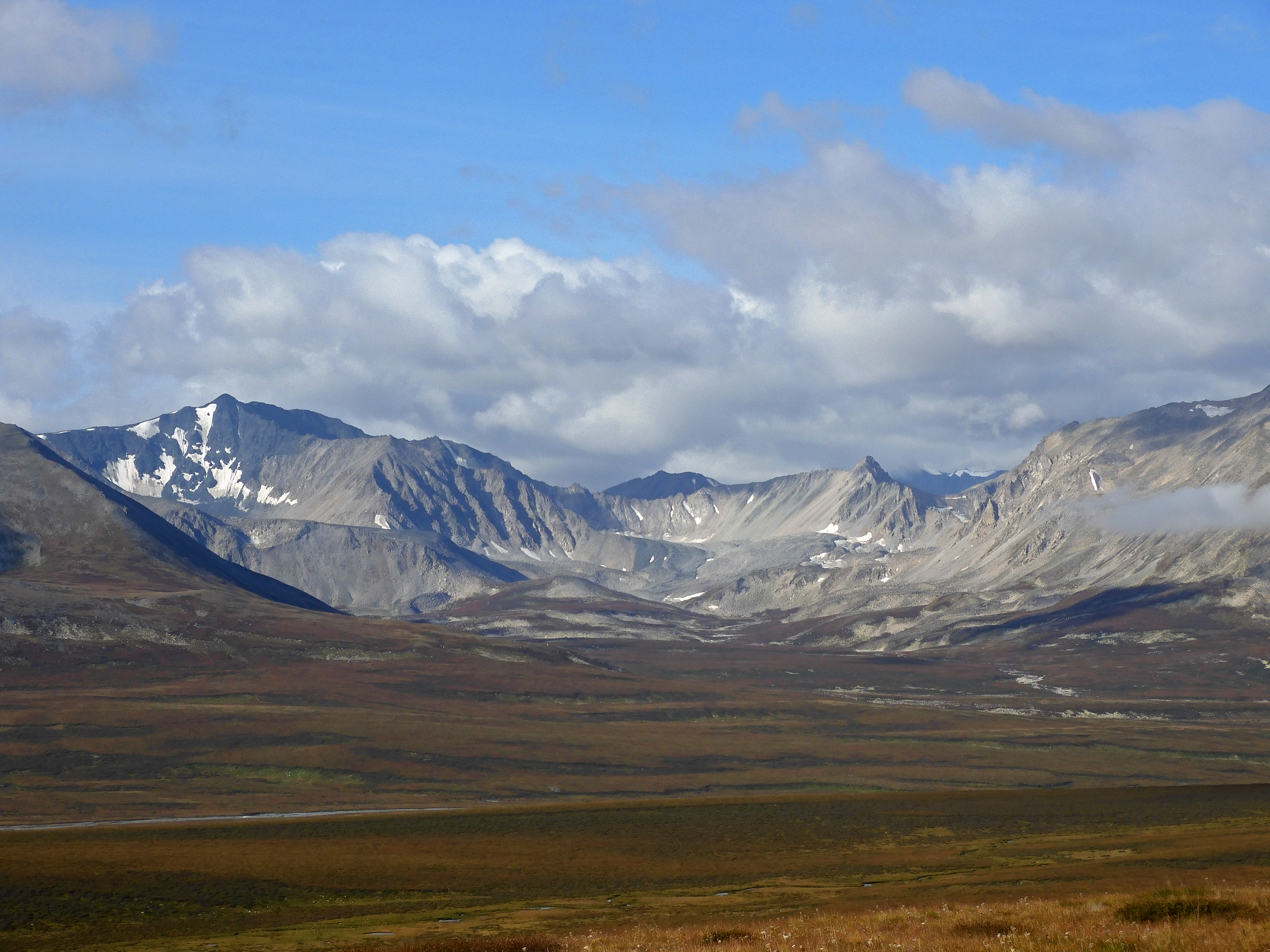
Вид на перевал Угульгун с плоскогорья Укок

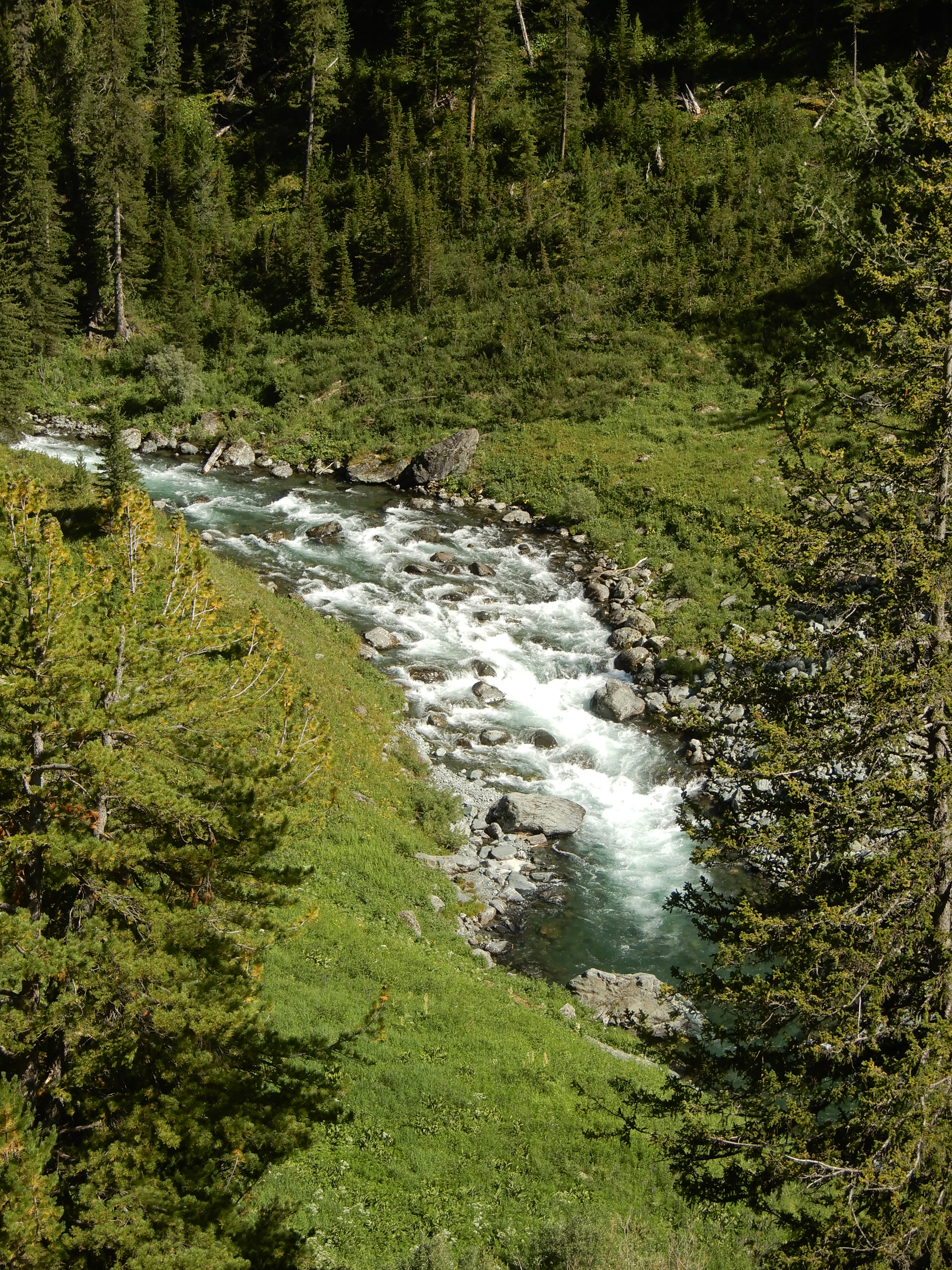
Река Арасан-Каба в среднем течении. Район перевала Шагандаба, Катон-Карагайский ГНПП

Перечисляются по высоте:
- Джагыртау (3871,0 м) —  Китай
- Канас (3440,7 м) —  Россия,  Китай
- Крутинка (3276,9 м) —  Казахстан
- Чолок-Чад (3217,5 м) —  Россия[4]
- Бертек (3172,6 м) —  Россия[4]
- Алтыкыз (2906,6 м)[6] —  Казахстан

## Ледники
На хребте Южный Алтай свыше 180 ледников общей площадью 85,5 км² (9 долинных ледников, 14 карово-долинных, 1 котловинный, 14 карово-висячих, 71 каровый, 9 присклоновых, 56 висячих, 4 ледника кулуаров и 2 ледника плоских вершин). Основные ледники располагаются в бассейнах рек Ак-Алахи, Бухтармы и Ак-Кабы.
Наиболее крупные ледники:
- Алахинский (площадь 19,2 км²[2], по данным БСЭ 19,5 км²[1])
- Большой Бухтарминский (площадь 8,1 км²[2], по данным БСЭ 4,5 км²[1]).
- Укокский (площадь 7,1 км²[2])
- Канасский (площадь 7,1 км²[2])

## Перевалы
Перевалы перечисляются с запада на восток:
- Шагандаба (2638,4 м)( Казахстан)[6]
- Зелёный (2952,0) ( Казахстан)
- Крымза (2836,0 м) ( Казахстан)
- Угульгун (2897,1 м) ( Казахстан —  Китай)
- Канас (2650,0 м) ( Россия —  Китай)
- Бетсу-Канас (2671,3 м) ( Россия —  Китай)